# تيوفيلو فيريرا
تيوفيلو فيريرا (بالبرتغالية: Teófilo Ferreira) هو سباح برازيلي، ولد في 2 يونيو 1973 في بيلو هوريزونتي في البرازيل.

## وصلات خارجية
- تيوفيلو فيريرا على موقع أوليمبيديا (الإنجليزية)